# Dwight Powell
Dwight Powell (Toronto, 20 de julho de 1991) é um jogador canadense de basquete profissional que atualmente joga pelo Dallas Mavericks, disputando a National Basketball Association (NBA). Foi draftado em 2014 na segunda rodada pelo Charlotte Hornets.